# ルイ・オーギュスト・ド・ブルボン

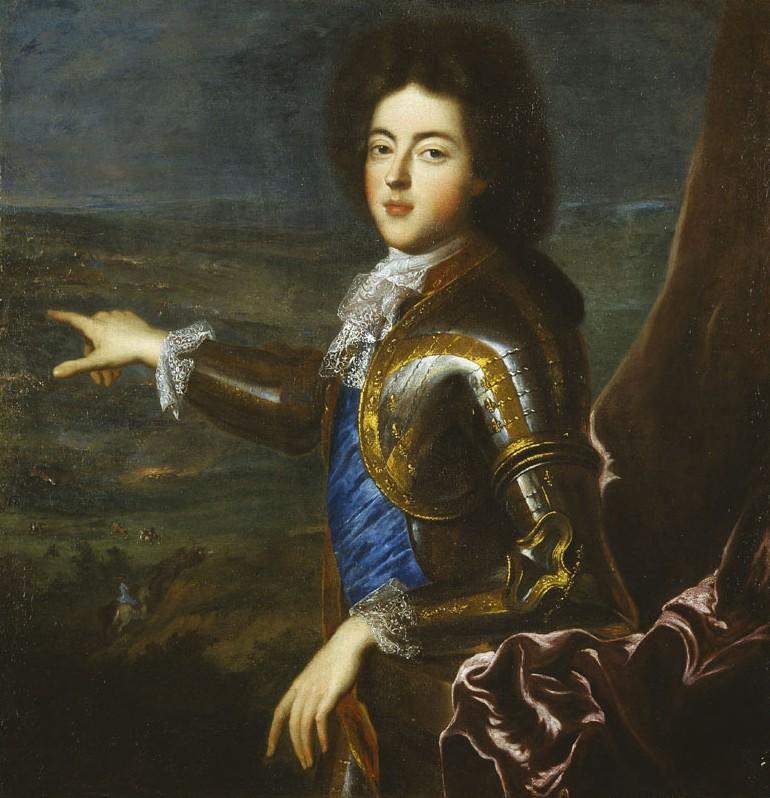
メーヌ公ルイ・オーギュスト

ルイ・オーギュスト・ド・ブルボン（Louis Auguste de Bourbon, duc du Maine, 1670年3月31日 - 1736年5月14日）は、ブルボン朝期フランスの王族。メーヌ公、ウー伯、オマール公。王位継承者の1人に選ばれたが、その後の政争に敗れて失脚した。

## 生涯

### 幼少期・青年期
フランス王ルイ14世と、寵姫モンテスパン夫人の長男として生まれた。出生間もなくマントノン侯爵夫人によって養育された。1673年12月に認知され、1674年1月に宮廷にやってきた。同年、ギャルド・スイスの先任将官に任命されている。
ルイ14世お気に入りの息子であるが、宮廷でわがままいっぱいに振るう寵姫モンテスパン侯爵夫人の私生児であることから叔父のオルレアン公フィリップ1世妃エリザベートや作家のアンリ・ド・サン＝シモンの遠縁であるサン＝シモン公ルイ・ド・ルヴロワからは嫌われていた。
幼い頃は信心深く控え目な性格であり、多くの家庭教師の下で学んだ。しかし、リュクサンブール元帥の努力にもかかわらず、軍事科学には無関心であり、さらに脚も悪く、兵士としては平凡な力しかなかった。1681年、アンヌ・マリー・ルイーズ・ドルレアンによって行われた脅迫の被害者として、オマールの領地とウー伯爵位が与えられ、1682年にはラングドック知事となり、1686年にはオマール公の称号と精霊勲章（L'Ordre du Saint-Esprit）を授けられた。1688年には将軍及び大尉に任命されている。
父は姪のエリザベート・シャルロット・ドルレアンをルイ・オーギュストに嫁がせたいと考えていたがオルレアン公夫人に反対され、1692年に大コンデの孫娘にあたるコンデ公アンリ3世の娘アンヌ・ルイーズ・ベネディクトと結婚し、7児をもうけた。5月19日に結婚式がヴェルサイユ宮殿付属礼拝堂で執り行われた。脚に障害があったルイ・オーギュストと右腕が不自由なアンヌ・ルイーズの姿を見た宮廷の人には「片腕の妻とびっこの夫とは、なんと美しいカップルだろう」という非常に皮肉な冗談を言う者も居た。
この結婚は非常に不幸なものであり、二人は互いに嫌い合っており、ルイ・オーギュストは妻の短気な性格にうんざりしており、メーヌ公夫人が宮廷で夫に恥をかかせようとする企みに辟易していた。メーヌ公夫人が不倫していることは宮中ではよく知れ渡っていた。

### 権力の強化
その後ルイ・オーギュストは父王の保護の下で大きな権力を維持し、ヴァンドーム公ルイ・ジョゼフと義妹のアンギャン令嬢マリー・アンヌを結びつけた。
1714年7月23日、父王は庶子であるルイ･オーギュストと弟のルイ・アレクサンドルにプランス・デュ・サン（Prince du sang）の身分を授け、二人を正式なフランス王位継承者とした。この頃、ルイ14世の嫡男グラン・ドーファン、孫のブルゴーニュ公、ベリー公兄弟とルイ14世の王位継承者が3人続けて亡くなっていることと、幼い曾孫のアンジュー公（後のルイ15世）にはフランス王位を継がせるのは難しく、オルレアン公フィリップ2世もスペイン王家の血を引くことからアンジュー公かオルレアン公をスペイン王座につかせようと父王は考え、フランス王位には自身の直系である彼の嫡子を王位継承者にすることによって内戦を防ぐことを望み、このような措置がなされた。
しかし、正式なフランス王家の嫡子であるコンデ公ルイ4世（ルイ・オーギュストの妻の甥、ブルボン公）やオルレアン公は、ルイ14世の庶子が共に王座の間に入るのが不満であった。ルイ・オーギュストの敵であるサン＝シモン公は翌日に挨拶にやってきている。そしてルイ・オーギュストは父王に共同摂政政治の中からオルレアン公を下ろす内容の遺書を書くよう迫った。同年8月26日に父王はルイ・オーギュストを大統領及び地方検事総長とした。父王はその際、自分の後ろ盾あってのルイ・オーギュストであることを諭すようなことを述べている。1715年8月、ルイ14世の体調が著しく悪化し、同月22日にベルサイユ庭園で行われるフランス騎兵隊のパレードの指揮をルイ･オーギュストに代行させるようを命じたが、結局この行事はオルレアン公の軍隊が指揮を取り行われた。
同年9月1日にルイ14世が死去。父王の遺言はオルレアン公とメーヌ公で若いルイ15世の摂政政治をすることだった。翌日には議会で摂政政治を宣言しなければならなかった。オルレアン公はルイ・オーギュストが私生児であることを盾にパリ高等法院においてルイ14世の共同摂政の遺言を取り消し、オルレアン公フィリップ2世が幼王の摂政となった。そして摂政政治の会議にブルボン公を招くことにしたが、ブルボン公はルイ・オーギュストの命令に従わなかった。この会議でルイ14世の親族はブルボン公に多くの摂政政治権を与えた。1718年8月26日にサン＝シモン公はルイ・オーギュストから王族の称号プランス・デュ・サンと近衛隊司令官職を奪い取り、単なるルイ14世の庶子であるとし、ルイ・オーギュストは摂政から追い出される形となった。

### 陰謀
ルイ・オーギュストと妻アンヌ・ルイーズはルイ15世の摂政の地位を追われたこととルイ14世の嫡出追認を受けた庶子を王族ではなく上級貴族（Pairie de France）の地位に落そうとするオルレアン公の敵視政策に腹を立て、数ヵ月後には摂政政治の権利をルイ15世の叔父に当たるスペイン王フェリペ5世の取り巻き達に譲渡する陰謀を企んだ。しかしこの計画は未然に発覚し、同年12月にルイ・オーギュスト夫妻は捕らえられ、ルイ･オーギュストはデュラン（現在のピカルディー地域圏ソンム県）の要塞に幽閉され、公爵夫人はディジョンに幽閉された。2人の息子はジアンの城で養育係の世話を受けて暮らし、娘はパリ16区の女子修道院に引き取られた。1720年にディジョンに追放されたが、同年にメーヌ公夫妻は解放され、元通りにソー城で平和な暮らしを送ることを許されたが、永遠にフランス王座につくことはなかった。メーヌ公夫妻は釈放されると互いに持っていた敵意を捨て、歩み寄るようになった。その後は今までの資産を使用した隠居生活を余儀なくされ、1736年5月21日、ソーの領地で死亡した。

## 子女
- 女児（ドンブ令嬢、1695年11月17日 - 1698年9月28日）
- ルイ・コンスタンタン（1697年 - 1699年8月24日） - ドンブ公
- 女児（オマール嬢、1700年3月4日 - 1755年10月1日）
- ルイ・オーギュスト2世（1700年3月4日 - 1755年10月1日） - ドンブ公
- ルイ・シャルル（1701年10月15日 - 1775年7月13日） - ウー伯
- シャルル（1704年3月31日 - 1708年9月2日） - オマール公
- ルイーズ・フランソワーズ（メーヌ令嬢、1707年12月4日 - 1743年8月19日）